# Liste der Stadtbezirke und Ortsteile von Viersen
Die Liste der Stadtbezirke und Ortsteile von Viersen gibt eine Übersicht über die vier Stadtbezirke und zahlreichen kleineren Ortsteile der Kreisstadt Viersen in Nordrhein-Westfalen.
Auch als Kreisstadt ist Viersen eine kreisangehörige Kommune, und so haben die vier amtlichen Stadtbezirke nicht dasselbe administrative Gewicht, wie sie es in einer kreisfreien (Groß-)Stadt hätten. Anders als in einer kreisfreien Großstadt haben die Viersener Stadtbezirke beispielsweise keine eigenen Bezirksvertretungen, im kleinen Stadtbezirk Boisheim wurde 2007 sogar die dortige Nebenstelle der Viersener Stadtverwaltung geschlossen.
Im Unterschied zu anderen Städten des Kreises Viersen wie z. B. Willich oder Tönisvorst haben die Viersener Stadtbezirke aber je einen eigenen Ortsbürgermeister bzw. eine eigene Ortsbürgermeisterin.

## Entwicklung des heutigen Viersener Stadtgebiets während des 20. Jahrhunderts
Zur Bildung des Stadtgebiets von Viersen in seiner heutigen Form kam es durch das Gesetz zur Neugliederung des Kreises Kempen-Krefeld und der kreisfreien Stadt Viersen aus dem Jahre 1969, das zum 1. Januar 1970 in Kraft trat. Dabei wurde die bis dahin kreisfreie Stadt Viersen in den damaligen Kreis Kempen-Krefeld eingegliedert und hier mit den beiden kreisangehörigen Städten Dülken und Süchteln sowie der gleichfalls zum Kreis Kempen-Krefeld gehörenden Gemeinde Boisheim zur neuen Stadt Viersen zusammengelegt. Ebenfalls in die neue Stadt Viersen eingegliedert wurden die kleine Ortschaft Hagen, die bis dahin ein Teil der Gemeinde Oedt war und außerdem ein kleiner Teil der ländlichen Ortschaft Clörath, die bis dahin zu Neersen gehört hatte, und zu dem besagten Stichtag (1. Januar 1970) zwischen den Städten Viersen, Willich und Tönisvorst aufgeteilt wurde. Nördlich von Boisheim wurde zusätzlich noch der Wohnplatz Klinkhammer von der früheren Stadt Lobberich abgetrennt und in den Stadtbezirk Boisheim eingegliedert. Zum 1. Januar 1975 wurde dann der Kreis Kempen-Krefeld in Kreis Viersen umbenannt und der Kreissitz wurde vom kleineren Kempen nach Viersen verlegt.
Auch vor 1970 war es während des 20. Jahrhunderts bereits zu einigen Umgestaltungen der kommunalen Abgrenzungen gekommen, von der seinerzeit besonders die frühere Stadt Dülken profitierte. So wurde zunächst 1927, also während der sogenannten Weimarer Republik, die bis dahin eigenständige Gemeinde Dülken-Land in die Stadt Dülken eingegliedert. 1936, also zur Zeit des Nationalsozialismus, musste die Gemeinde Boisheim außerdem die Honnschaft Boisheimer Nette an die Stadt Dülken abtreten, die dadurch abermals vergrößert wurde. Schließlich kam es im Vorfeld der sich schon anbahnenden kommunalen Neugliederung von 1969/70 bereits im Jahr 1968 zu einem Vereinigungsvertrag zwischen der Stadt Dülken und der kleinen Gemeinde Boisheim.

## Allgemeine Informationen zur Gliederung des Viersener Stadtgebiets
Die zuvor erwähnten Viersener Stadtbezirke setzten sich ihrerseits wiederum aus kleineren Stadt- und Ortsteilen zusammen. Dabei gehen viele davon auf sogenannte Honnschaften zurück, das waren ländliche Amtsbezirke mit einer bescheidenen kommunalen Eigenständigkeit, die noch aus dem Mittelalter stammten und 1798 von der damaligen französischen Verwaltung als solche aufgehoben wurden. Daneben gibt es noch kleinere Ortsteile, die teilweise auch erst später entstanden sind und daher gar keine Honnschaften gewesen sein können, wenn sie auch in der Umgangssprache gelegentlich (aber fälschlicherweise) so genannt werden.
Die nachfolgende Tabelle listet dies alles auf, die amtlichen Stadtbezirke, die historischen Honnschaften zu jedem Bezirk und auch kleinere Ortsteile, die früher keine eigene Honnschaft darstellten. Die Tabelle enthält außerdem Informationen zu Einwohnerzahl, Fläche, Ortsbürgermeister(inne)n und Postleitzahlen für jeden Stadtbezirk, wobei die einzelnen Stadtbezirke zur besseren Orientierung farblich gegeneinander abgegrenzt wurden.
| Stadtbezirke | Stadtbezirke | Stadtbezirke            | Stadtbezirke              | Stadtbezirke | historische Honnschaften | weitere Ortsteile                                  | frühere Gemeinden (bis zum 31. Dez. 1969) | frühere Gemeinden (bis zum 31. Dez. 1969) |
| Name         | Einwohner A  | Fläche B                | Ortsbürger- meister(in) C | Postleitzahl | historische Honnschaften | weitere Ortsteile                                  | frühere Gemeinden (bis zum 31. Dez. 1969) | frühere Gemeinden (bis zum 31. Dez. 1969) |
| Alt-Viersen  | 39.096       | 31,636 km² (3 163,6 ha) | Hans-Willy Bouren (CDU)   | 41747 41748  | Viersen-Dorf             | Löh, Noppdorf                                      | (kreisfreie) Stadt Viersen                | (kreisfreie) Stadt Viersen                |
| Alt-Viersen  | 39.096       | 31,636 km² (3 163,6 ha) | Hans-Willy Bouren (CDU)   | 41747 41748  | Rintgen                  | Hülsdonk, Robend                                   | (kreisfreie) Stadt Viersen                | (kreisfreie) Stadt Viersen                |
| Alt-Viersen  | 39.096       | 31,636 km² (3 163,6 ha) | Hans-Willy Bouren (CDU)   | 41747 41748  | Rahser                   | Oberrahser, Unterrahser                            | (kreisfreie) Stadt Viersen                | (kreisfreie) Stadt Viersen                |
| Alt-Viersen  | 39.096       | 31,636 km² (3 163,6 ha) | Hans-Willy Bouren (CDU)   | 41747 41748  | Hamm                     | Donk, Düpp                                         | (kreisfreie) Stadt Viersen                | (kreisfreie) Stadt Viersen                |
| Alt-Viersen  | 39.096       | 31,636 km² (3 163,6 ha) | Hans-Willy Bouren (CDU)   | 41747 41748  | Beberich                 | Oberbeberich, Unterbeberich                        | (kreisfreie) Stadt Viersen                | (kreisfreie) Stadt Viersen                |
| Alt-Viersen  | 39.096       | 31,636 km² (3 163,6 ha) | Hans-Willy Bouren (CDU)   | 41747 41748  | Bockert                  |                                                    | (kreisfreie) Stadt Viersen                | (kreisfreie) Stadt Viersen                |
| Alt-Viersen  | 39.096       | 31,636 km² (3 163,6 ha) | Hans-Willy Bouren (CDU)   | 41747 41748  | Hoser                    |                                                    | (kreisfreie) Stadt Viersen                | (kreisfreie) Stadt Viersen                |
| Alt-Viersen  | 39.096       | 31,636 km² (3 163,6 ha) | Hans-Willy Bouren (CDU)   | 41747 41748  | Ummer                    | Ompert, Bötzlöh                                    | (kreisfreie) Stadt Viersen                | (kreisfreie) Stadt Viersen                |
| Alt-Viersen  | 39.096       | 31,636 km² (3 163,6 ha) | Hans-Willy Bouren (CDU)   | 41747 41748  | Heimer                   | Helenabrunn                                        | (kreisfreie) Stadt Viersen                | (kreisfreie) Stadt Viersen                |
| Dülken       | 20.566       | 25,651 km² (2 565,1 ha) | Simone Gartz (CDU)        | 41751        | Dülken                   |                                                    | Stadt Dülken                              | Stadt Dülken                              |
| Dülken       | 20.566       | 25,651 km² (2 565,1 ha) | Simone Gartz (CDU)        | 41751        | Bistard                  | Loosen, Schirick, Schündelenhöfe                   | Dülken-Land (bis 1927)                    | Stadt Dülken (1927–1969)                  |
| Dülken       | 20.566       | 25,651 km² (2 565,1 ha) | Simone Gartz (CDU)        | 41751        | Dülkener Nette           | Waldnieler Straße                                  | Dülken-Land (bis 1927)                    | Stadt Dülken (1927–1969)                  |
| Dülken       | 20.566       | 25,651 km² (2 565,1 ha) | Simone Gartz (CDU)        | 41751        | Obere Honnschaft         | Bergerstraße, Busch, Hausen, Mackenstein, Ransberg | Dülken-Land (bis 1927)                    | Stadt Dülken (1927–1969)                  |
| Dülken       | 20.566       | 25,651 km² (2 565,1 ha) | Simone Gartz (CDU)        | 41751        | Boisheimer Nette         |                                                    | Boisheim (bis 1936)                       | Stadt Dülken (1936–1969)                  |
| Süchteln     | 16.074       | 27,873 km² (2 787,3 ha) | Wolfgang Genenger (CDU)   | 41749        | Süchteln                 |                                                    | Stadt Süchteln                            | Stadt Süchteln                            |
| Süchteln     | 16.074       | 27,873 km² (2 787,3 ha) | Wolfgang Genenger (CDU)   | 41749        | Dornbusch                |                                                    | Stadt Süchteln                            | Stadt Süchteln                            |
| Süchteln     | 16.074       | 27,873 km² (2 787,3 ha) | Wolfgang Genenger (CDU)   | 41749        | Hagenbroich              | Windberg                                           | Stadt Süchteln                            | Stadt Süchteln                            |
| Süchteln     | 16.074       | 27,873 km² (2 787,3 ha) | Wolfgang Genenger (CDU)   | 41749        | Sittard                  |                                                    | Stadt Süchteln                            | Stadt Süchteln                            |
| Süchteln     | 16.074       | 27,873 km² (2 787,3 ha) | Wolfgang Genenger (CDU)   | 41749        | Süchteln-Vorst           |                                                    | Stadt Süchteln                            | Stadt Süchteln                            |
| Süchteln     | 16.074       | 27,873 km² (2 787,3 ha) | Wolfgang Genenger (CDU)   | 41749        | Clörath                  |                                                    | Gemeinde Neersen                          | Gemeinde Neersen                          |
| Süchteln     | 16.074       | 27,873 km² (2 787,3 ha) | Wolfgang Genenger (CDU)   | 41749        | Hagen                    |                                                    | Gemeinde Oedt                             | Gemeinde Oedt                             |
| Boisheim     | 2.102        | 5,913 km² (591,3 ha)    | Rainer Thielmann (CDU)    | 41751        | Boisheim                 | Mauswinkel                                         | Gemeinde Boisheim                         | Gemeinde Boisheim                         |
| Boisheim     | 2.102        | 5,913 km² (591,3 ha)    | Rainer Thielmann (CDU)    | 41751        | Bonesend                 |                                                    | Gemeinde Boisheim                         | Gemeinde Boisheim                         |
| Boisheim     | 2.102        | 5,913 km² (591,3 ha)    | Rainer Thielmann (CDU)    | 41751        | Lind                     |                                                    | Gemeinde Boisheim                         | Gemeinde Boisheim                         |
| Boisheim     | 2.102        | 5,913 km² (591,3 ha)    | Rainer Thielmann (CDU)    | 41751        | Pütterhöfe               |                                                    | Gemeinde Boisheim                         | Gemeinde Boisheim                         |
| Boisheim     | 2.102        | 5,913 km² (591,3 ha)    | Rainer Thielmann (CDU)    | 41751        | (Nettetal-Dyck)          | Klinkhammer                                        | Stadt Lobberich                           | Stadt Lobberich                           |